# Kevin Moscoso
Kevin Jorge Amílcar „Canche” Moscoso Mayén (ur. 13 czerwca 1993 w mieście Gwatemala) – gwatemalski piłkarz występujący na pozycji bramkarza, reprezentant Gwatemali, od 2023 roku zawodnik Mixco.

## Kariera klubowa
Moscoso rozpoczął występy na pozycji bramkarza w wieku 11 lat, podczas juniorskiego turnieju Copa Bimbo. Jest wychowankiem koncentrującego się na pracy z młodzieżą trzecioligowego klubu Academia FC. Następnie występował na poziomie trzeciej ligi gwatemalskiej w klubach Deportivo San Juan Sacatepéquez, Tipografía Nacional, Deportivo Amatitlán i Atlético Jalapa. W 2015 roku podpisał umowę z krajowym potentatem Comunicaciones FC. Przez kolejne lata występował wyłącznie w drugoligowych rezerwach o nazwie Cremas B. Rozegrał w ich barwach 131 meczów w drugiej lidze gwatemalskiej. Okazyjnie trenował z pierwszą drużyną Comunicaciones, gdzie sporadycznie pełnił rolę trzeciego bramkarza. Z rezerwami Comunicaciones sensacyjnie dotarł do półfinału pucharu Gwatemali (2018/2019), eliminując po drodze m.in. pierwszą drużynę Comunicaciones. W jednym z sezonów otrzymał nagrodę dla bramkarza drugiej ligi z najmniejszą liczbą przepuszczonych goli na mecz.
W 2019 roku Moscoso został na stałe włączony do pierwszego zespołu Comunicaciones. Rywalizował tam z Fredym Pérezem o pozycję rezerwowego bramkarza dla Panamczyka José Calderóna. Nie rozegrał żadnego meczu w lidze, wobec czego zdecydowano się go wypożyczać do niżej notowanych klubów, by nabrał doświadczenia w pierwszej lidze. Najpierw dołączył do walczącego o utrzymanie Deportivo Siquinalá, gdzie 17 stycznia 2020 w wygranym 1:0 meczu z Sanarate zadebiutował w gwatemalskiej Liga Nacional. Na koniec sezonu jako podstawowy bramkarz spadł z Siquinalą do drugiej ligi. 
Bezpośrednio po tym Moscoso udał się na kolejne wypożyczenie, do drużyny Cobán Imperial. Tam szybko został wyróżniającym się golkiperem ligi gwatemalskiej. W styczniu 2021 powrócił do Comunicaciones.

## Kariera reprezentacyjna
Po raz pierwszy Moscoso został powołany do seniorskiej reprezentacji Gwatemali przez selekcjonera Waltera Claverí, na mikrocykl treningowy w styczniu 2019. Występował jeszcze wówczas w drugiej lidze. W drużynie narodowej zadebiutował jednak dopiero za kadencji Amariniego Villatoro, 6 października 2020 w zremisowanym 0:0 meczu towarzyskim z Nikaraguą.